# Министерство внутренней администрации Португалии
Министерство внутренней администрации (Португалия) отвечает за реализацию политики общественной безопасности, а также защиты и помощи, иммиграции и предоставления убежища, профилактики и безопасности дорожного движения и управления избирательными вопросами.

## Структура
- Национальная администрация гражданской защиты
- Национальная администрация безопасности дорожного движения
- Генеральный директорат по вопросам внутренних дел
- Генеральный директорат по инфраструктуре и оборудованию МАИ
- Координационное бюро безопасности
- Национальная гвардия
- Генеральная инспекция внутренней администрации
- Полиция общественной безопасности
- Генеральный секретариат МАИ
- Служба по делам иностранцев и границ

## История министерства
- 1736 Министерство внутренних дел
- 1852 Министерство Королевства
- 1910 Министерство внутренних дел
- 1974 Министерство внутренней администрации.